# تپه قردین
تپه قردین مربوط به سده‌های میانه دوران‌های تاریخی پس از اسلام است و در شهرستان ساوه، بخش مرکز ی، دهستان قره چای، روستای قردین واقع شده و این اثر در تاریخ ۲۶ اسفند ۱۳۸۶ با شمارهٔ ثبت ۲۲۰۸۵ به‌عنوان یکی از آثار ملی ایران به ثبت رسیده است.